# HD134793
HD134793 — хімічно пекулярна зоря спектрального класу A4, що має видиму зоряну величину в смузі V приблизно  7,6.
Вона  розташована на відстані близько 1090,8 світлових років від Сонця.

## Пекулярний хімічний склад
Зоряна атмосфера HD134793 має підвищений вміст 
Cr
.

## Магнітне поле
Спектр даної зорі вказує на наявність магнітного поля у її зоряній атмосфері.
Напруженість повздовжної компоненти поля оціненої з аналізу
наявних ліній металів
становить  355,1± 249,7 Гаус.